# Ranelagh
Ranelagh es una localidad del sur del Gran Buenos Aires, situada en el partido de Berazategui en la provincia de Buenos Aires, Argentina.
Es también llamada "La Ciudad Jardín" por su gran arbolada alrededor de toda la localidad y por sus parques.

## Historia
En 1911, el Ferrocarril del Sud construye, a mitad de camino del ramal Berazategui/Bosques, la estación Ranelagh, cuyo nombre se inspira en el castillo del Conde de Ranelagh a orillas del río Támesis, cerca de la ciudad de Londres. En compensación por las obras realizadas, la compañía de tierras del Sud (subsidiaria de Ferrocarril del Sud), recibe de sus propietarios doscientas hectáreas junto a las vías, fundando el pueblo de Ranelagh. Al momento de su creación, Ranelagh se encontraba dentro del Partido de Quilmes, dependiendo de su Municipalidad. Recién en el año 1960 pasa a formar parte de la Municipalidad de Berazategui.
El Ferrocarril Sud fue otorgado en concesión por el Gobierno de la Provincia de Buenos Aires en el año 1862, para extender una línea de ferrocarril que llegara desde la Estación Constitución hasta el pueblo de Chascomús.
El 30 de abril de 1911, se puso en marcha un ramal que se prolongaba desde Berazategui hasta Bosques. Como parte de dicha concesión se otorgaron al ferrocarril tierras paralelas a las vías, como así también grandes fracciones donde se diseñó el trazado de la población junto a la Estación Ranelagh.
La Ordenanza Municipal N.º 353/67 y el Decreto N.º 454/67, otorgaron a Ranelagh la categoría de "pueblo residencial". Esta categoría prohíbe, entre otras, la instalación de viviendas precarias o de emergencia y/o talleres y la edificación de edificios de varios pisos.
En 1912 se instala un destacamento policial a cargo del agente César Bellotti. Este se ubica en la playa de la estación, en un coche ferroviario remodelado. En el año 1913, el arquitecto Marco del Pont construye diez residencias estilo Tudor que despiertan interés en la alta sociedad de Buenos Aires.
La primera estafeta postal de Ranelagh, que funcionó en la oficina de Jefe de la Estación del Ferrocarril, se crea en el año 1915.
Como parte de la rica historia de la ciudad, la tradicional empresa de ómnibus Río de la Plata poseía sus impresionantes talleres en esta localidad, en el kilómetro 29 del camino General Belgrano.

### Campo de golf
A fin de aumentar el valor de las tierras, la Compañía de Tierras del Sud resolvió construir, entre los años 1922 y 1924, un campo de golf . Dicho campo fue entregado en concesión al Club del Progreso, que fue construido entre los años 1925 y 1926. Como el club no contaba todavía con instalaciones apropiadas, el Ferrocarril del Sur, que trasladaba a los jugadores desde Buenos Aires, dejaba en una vía muerta de la estación un coche comedor especial, el cual era llamado "El tren de los Golfistas".
Durante los siguientes diez años, el Club del Progreso puso el espacio y varias comodidades a disposición de sus socios jugadores, pero en 1936, debido a una serie de dificultades económicas, el Club se desprendió del campo de golf. Surgió, entonces, una nueva comisión directiva, que le dio a la institución su nombre actual: Ranelagh Golf Club.
Actualmente, la cancha del Club de Golf de Ranelagh lleva el nombre del golfista más famoso de Argentina, quien se formó en el club y vivía en la localidad de Ranelagh, Roberto de Vicenzo.

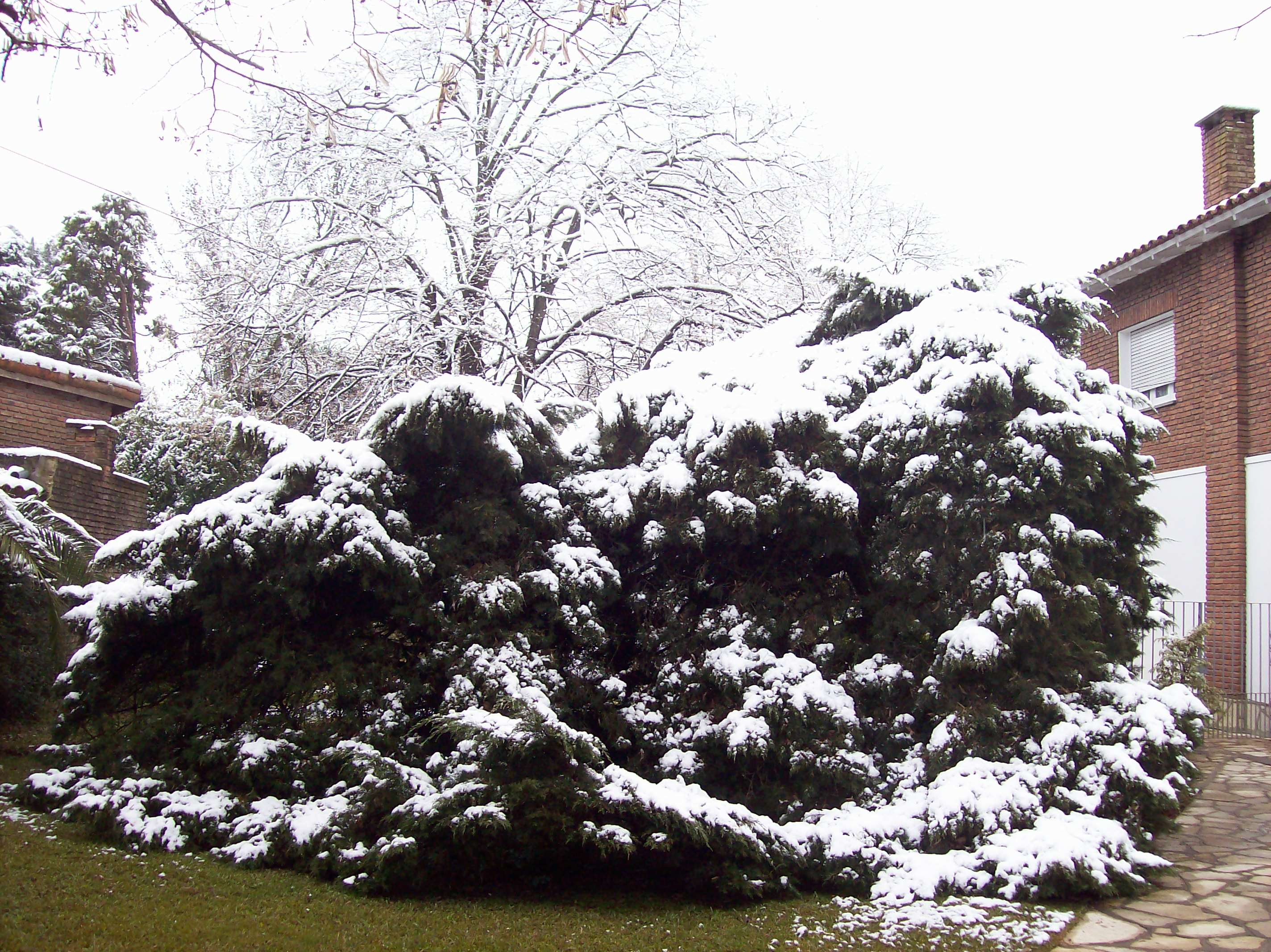
Nieve en Ranelagh.

### Parroquia Nuestra Señora de la Merced
Los padres Mercedarios fundaron la Parroquia de Nuestra Señora de la Merced, ubicada en la calle 359 de Ranelagh en el año 1936. La actual parroquia se erigió en terrenos donados por la Curia Católica.
En el año 1938, respondiendo a la demanda de la comunidad, el Párroco de la Iglesia funda el Instituto San Pedro Pascual, escuela de nivel primario, comenzando su primer ciclo lectivo con solo algo más de 30 alumnos. En el año 1979, el Padre Ricardo Baños, rector del Instituto San Pedro Pascual, amplía el colegio primario para incluir la educación secundaria. En homenaje al fundador del Instituto San Pedro Pascual, quien además fuera el primer párroco de Nuestra Señora de la Merced, el Padre José H. Márquez, la nueva escuela es bautizada Instituto Padre Márquez.

## Patrimonio

### La Estación de Ranelagh y su parque

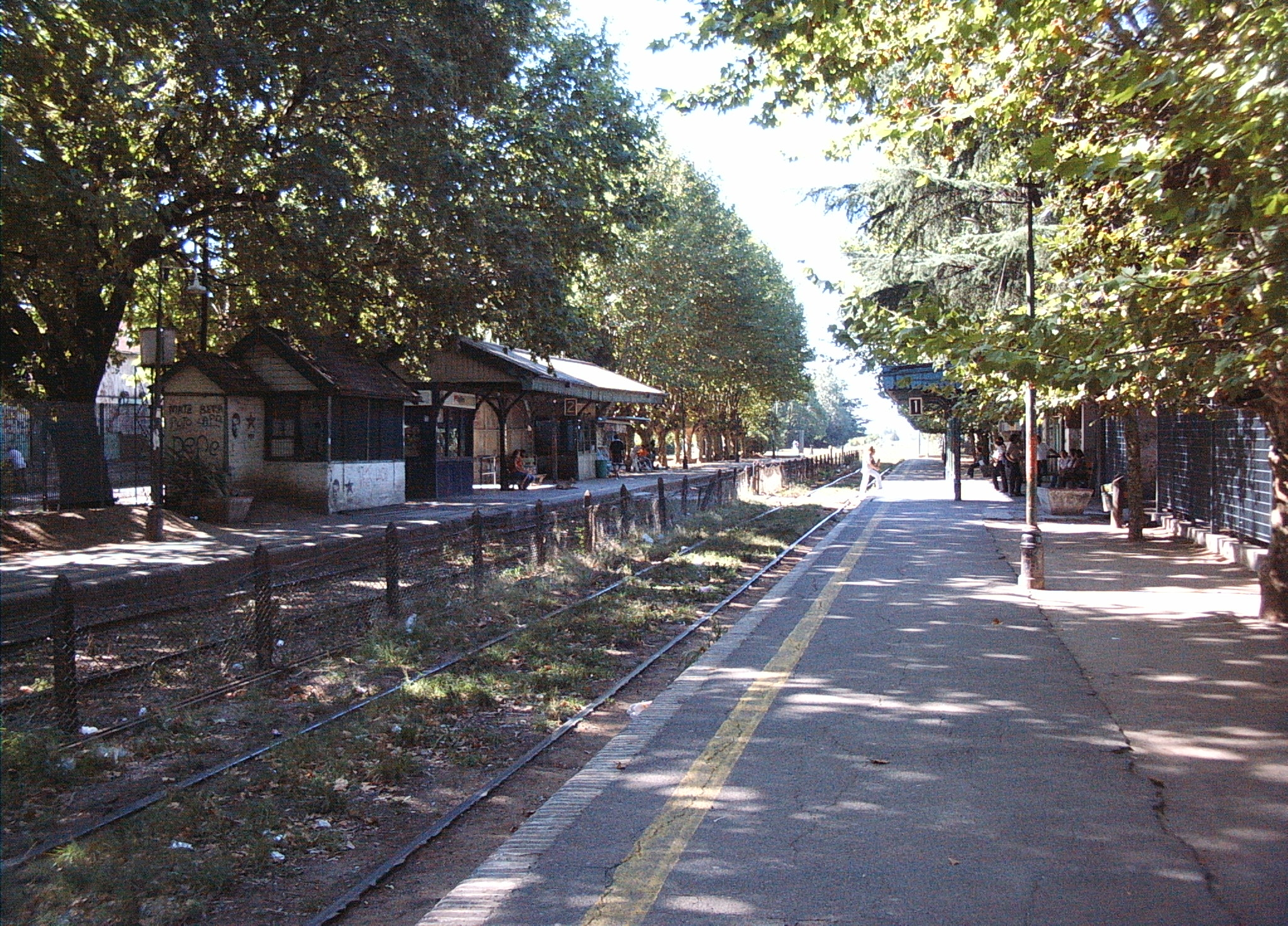
Vista de los andenes de la Estación de Ranelagh.

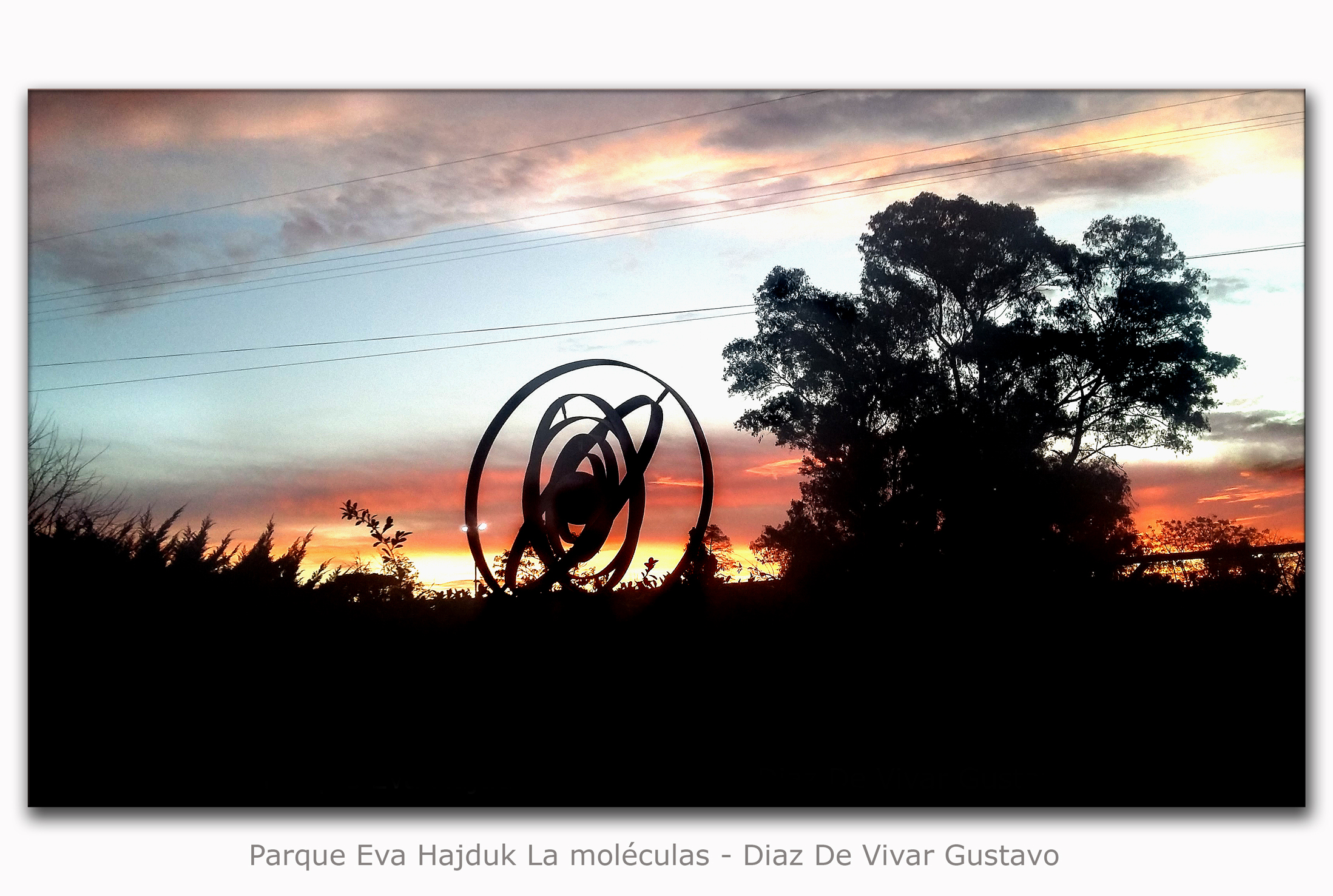
Vista de un atardecer en el parque Eva Hajduk en Ranelagh.

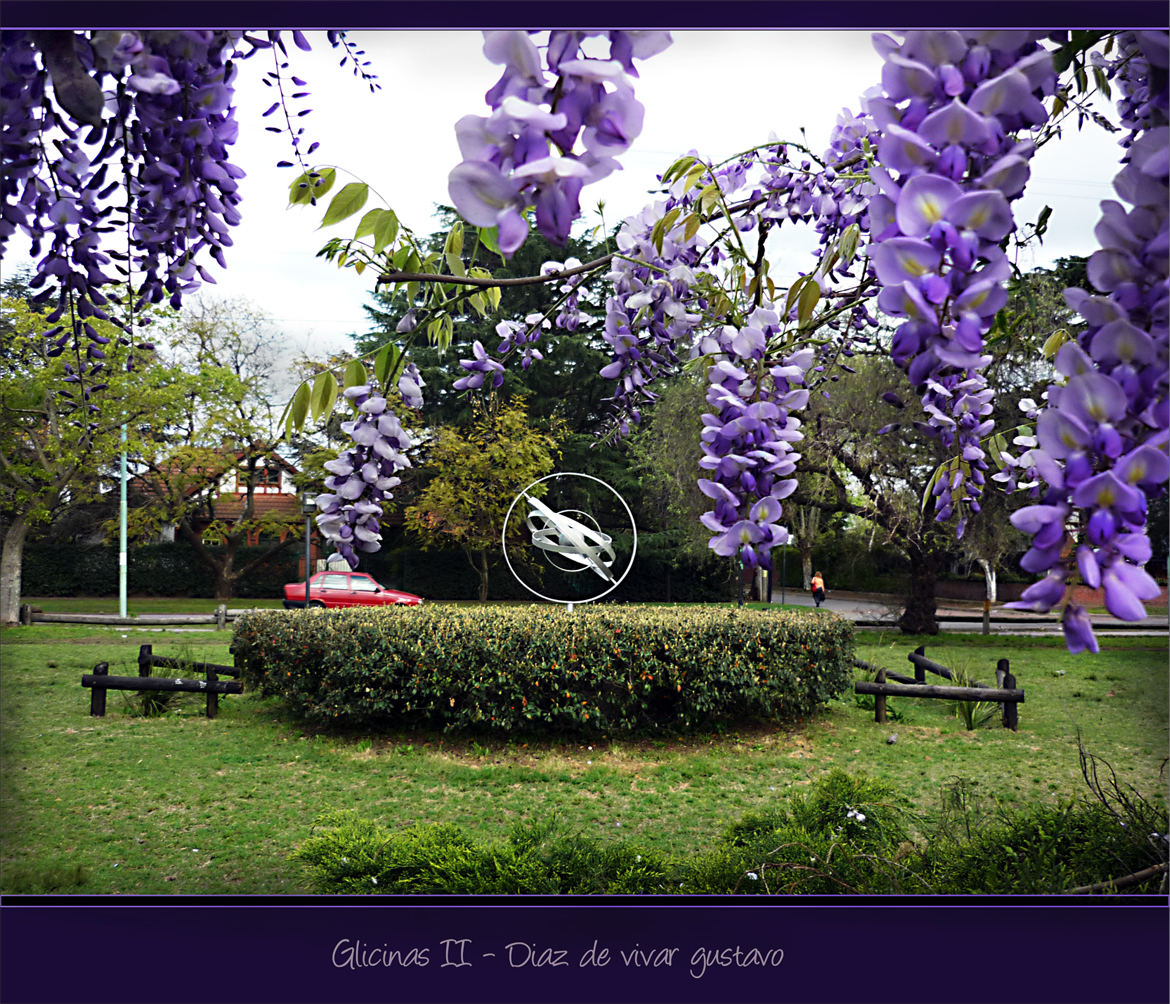
Vista parcial del parque que rodea la estación de Ranelagh.

A ya más de cien años de su fundación, la estación de Ranelagh mantiene el edificio histórico, rodeado de jardines que han recibido numerosos premios debido a su belleza y mantenimiento.
El 1 de diciembre de 1970, los vecinos de la localidad fundan la "Asociación de Amigos de la Estación de Ranelagh" a fin de preservar el edificio histórico de la estación de ferrocarril, como así también los jardines y parques adyacentes. El primer presidente de la Asociación fue el Sr. Rodolfo D. Alessandria y una de las vocales la Sra. Eva Hajduk. Actualmente, el parque de la estación lleva el nombre de la Sra. Hajduk en su homenaje, aunque también se conoce mayormente como Estación de Ranelagh.

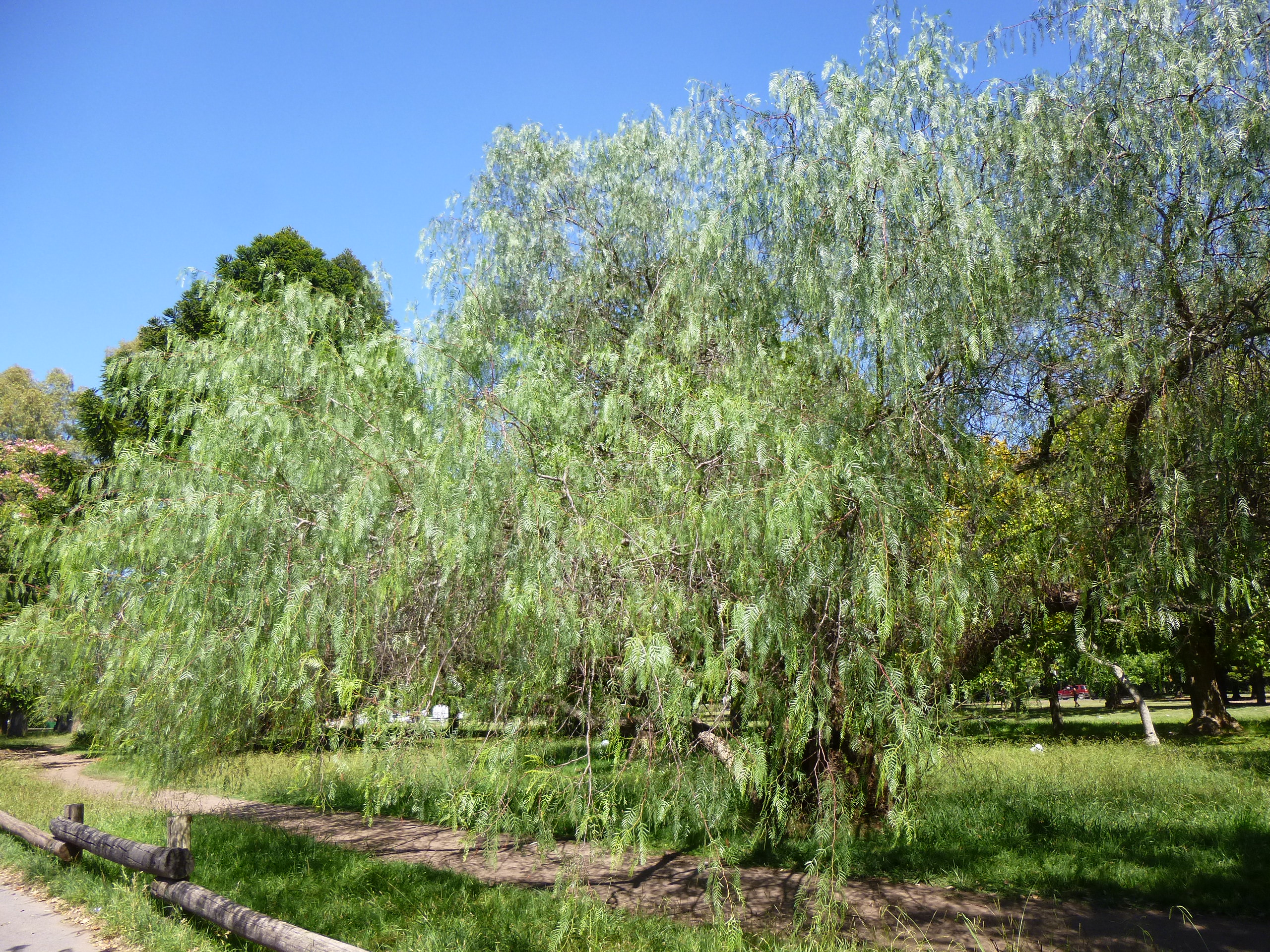
Aguaribay

El parque alberga varias especies autóctonas : Araucaria,  Aguaribay, Ceibo, Guaran amarillo, Jacarandá, Lapacho, Ombú, Palmera Pindó, Palo Borracho.
En la actualidad la zona de la estación de Ranelagh es usufructuada por la empresa Trenes Argentinos a cargo del ramal Constitución - Bosques Q.

## Día de Ranelagh
Ranelagh según el criterio del Honorable Concejo Deliberante de Berazategui, tiene su fecha porque su parque fue nombrado de Interés Provincial. Esto ocurrió el 17 de septiembre de 1992, dejándose de lado la fecha anterior, mucha más antigua, del 30 de abril de 1911.
El día 30 de abril de 1911 se libró al servicio público un ramal que se prolongaba desde la localidad de Berazategui hasta la vecina Florencio Varela. En la década del 20, el pueblo pasó a contar con un peculiar destacamento policial ubicado en un coche ferroviario, en la playa de la estación. Estaba próximo al embarcadero de ganado que por muchos años existió en ese lugar.

## Personajes
- Roberto de Vicenzo, golfista profesional.
- Mariné Russo, jugadora de hockey sobre césped.

## Medios de comunicación
- FM Ciudad 90.7 MHz. Desde sus inicios, estuvo en Berazategui Oeste, cercana al Cruce Varela, pero luego del temporal del 2 de diciembre de 2013 que derrumbó su antena, mudó sus estudios y planta transmisora a la Avenida Eva Perón, casi frente a la VTV, en Sourigues.
- Quincenario La Misión (fundado en 1994 por Julio Ortega, a cuya muerte la dirección pasó a uno de sus hijos, Jesús Ortega).
- Periódico "Aporte Sur" (fundado en 2009)
- Ranelagh.com.ar. Guía comercial e informativa en línea.

## Parroquias de la Iglesia católica en Ranelagh
| Diócesis   | Quilmes                                                        |
| ---------- | -------------------------------------------------------------- |
| Parroquias | Nuestra Señora de la Merced, San Juan Apóstol y Nuestra Señora |